# 雲隙光

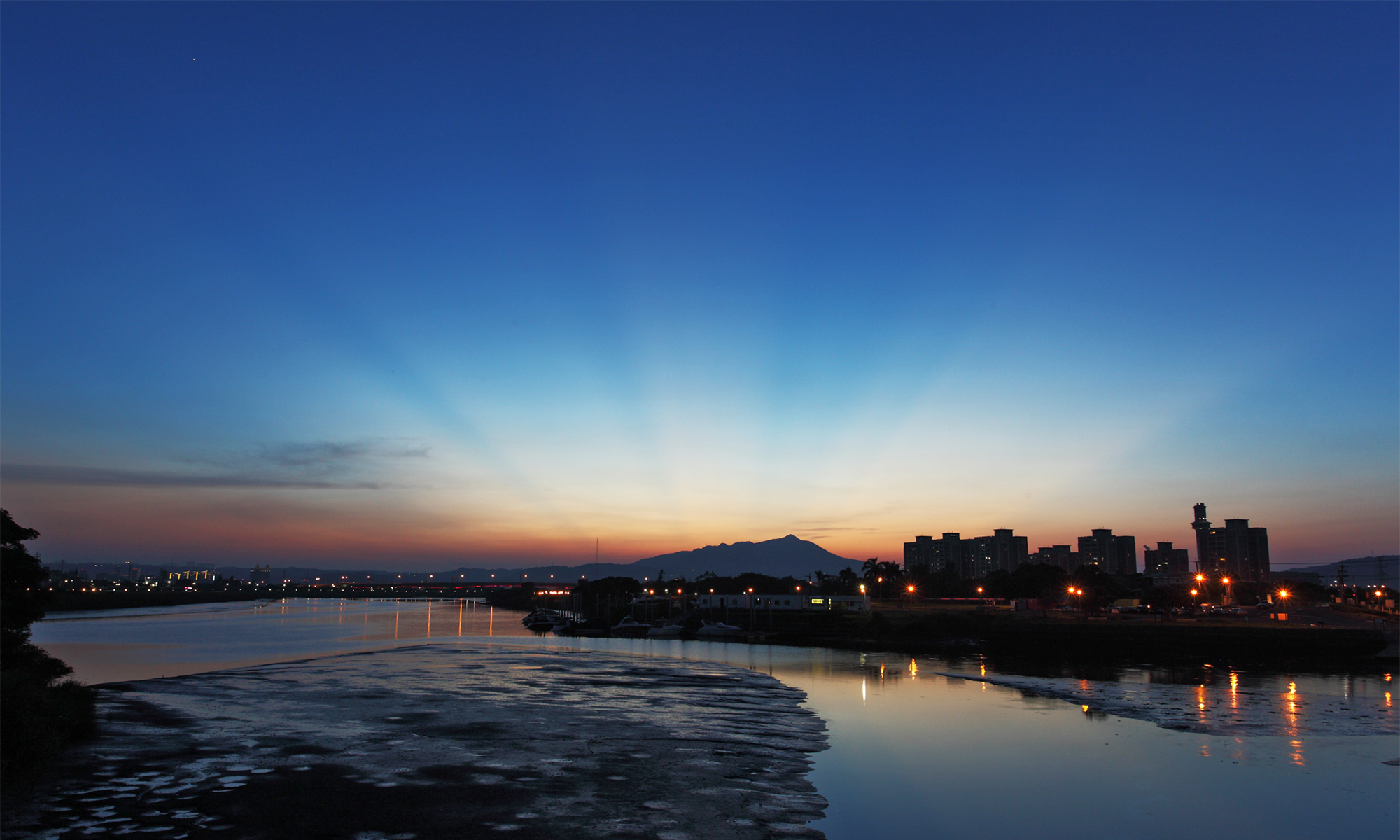
夕陽從雲後方透出的雲隙光，攝於臺灣臺北。

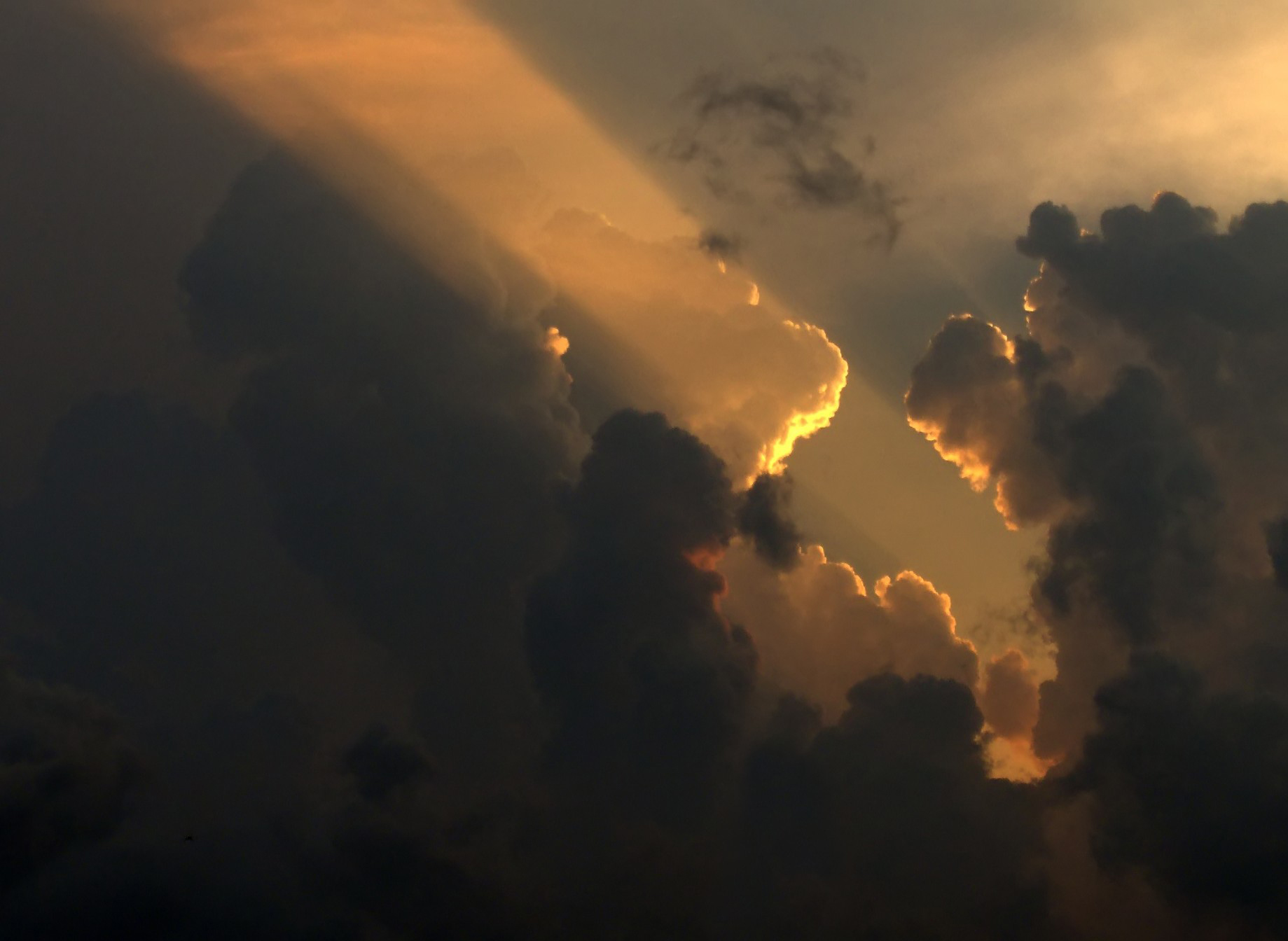
夕陽從積雨雲後方透出的云隙光，攝於法國格勒諾勃

雲隙光或曙暮光条（英語：Crepuscular Ray），别名光绳或青白路，是一种大气发光现象，指阳光透过避光云层的缝隙或边缘后出现的光柱现象。一般出现在大气通透度良好，有云的天气状况下，常见于清晨或傍晚。

## 形态
曙暮光条主要有以下三种形态：
1. 阳光由上至下透过云层缝隙，形成向下的光条
2. 云块遮挡在太阳前方，形成向四周放射的光条
3. 太阳下山时，阳光由下至上透过云层缝隙，形成向上的光条

## 成因

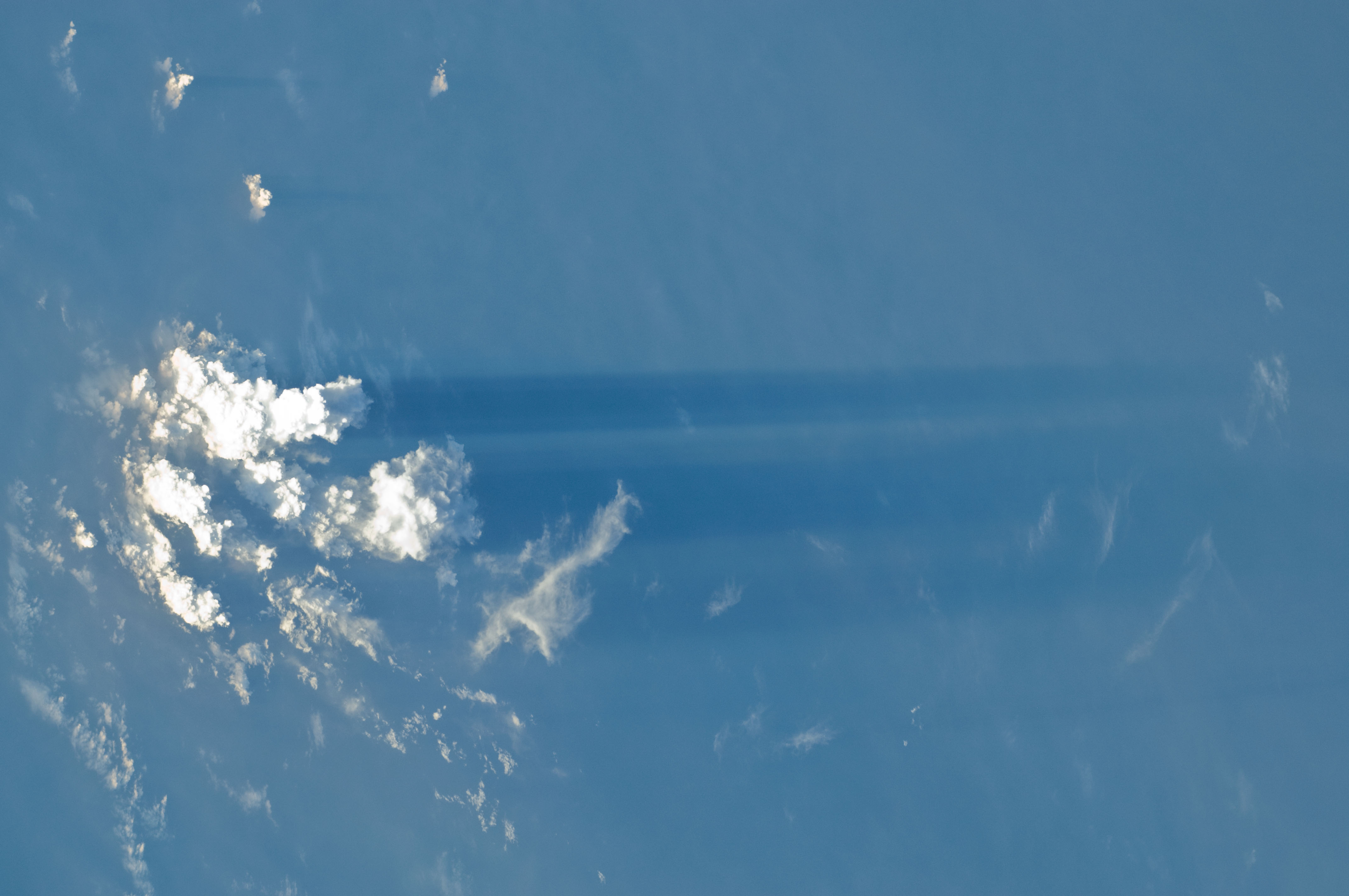
國際太空站經過印度上空時拍攝到的雲隙光

- 當太陽處於較低角度，天空有較厚的雲塊（多為積雲或層積雲）處於太陽與觀測者視線中間，太陽被雲塊遮蔽，太陽光從雲後或邊緣散出。對於觀測者而言，猶如雲層自身發光。
- 當太陽處於較高角度，天空有較厚的延綿雲層（多為層積雲），陽光經雲隙滲透出來。觀測者會看見從「雲隙」透出「光」。

「曙暮暉」、「反曙暮暉」（英語：Anti-Crepuscular Ray）：
- 曙暮暉成因：在日出或日落前後，太陽處於極低仰角。太陽光照射到地面時，受到較高的物件（例如高山或直展雲）遮擋，出現較長的影子，繼而影響天空的亮度，在天空上形成光暗相間的情況，即為曙暮暉。其中，天空較亮部分是有太陽光照射的部分，而較暗的部分就是影子。

- 反曙暮暉成因：「曙暮暉」與「反曙暮暉」成因相同。「曙暮暉」光影相間的狀況可以橫跨整個天空，一直延伸至太陽位置的相反方向的地平線。對於觀測者而言，影子看起來在太陽位置相對的同一位置（反日點）聚合。這種背向太陽觀測到的曙暮暉稱為「反曙暮暉」。

- 如果觀測條件非常良好，有機會完整看到光影相間橫跨整個天空 （页面存档备份，存于），可在視覺上證明「曙暮暉」與「反曙暮暉」成因完全相同。

- 由於光線於大氣中散射的關係，一般而言，曙暮暉比反曙暮暉來得明亮。

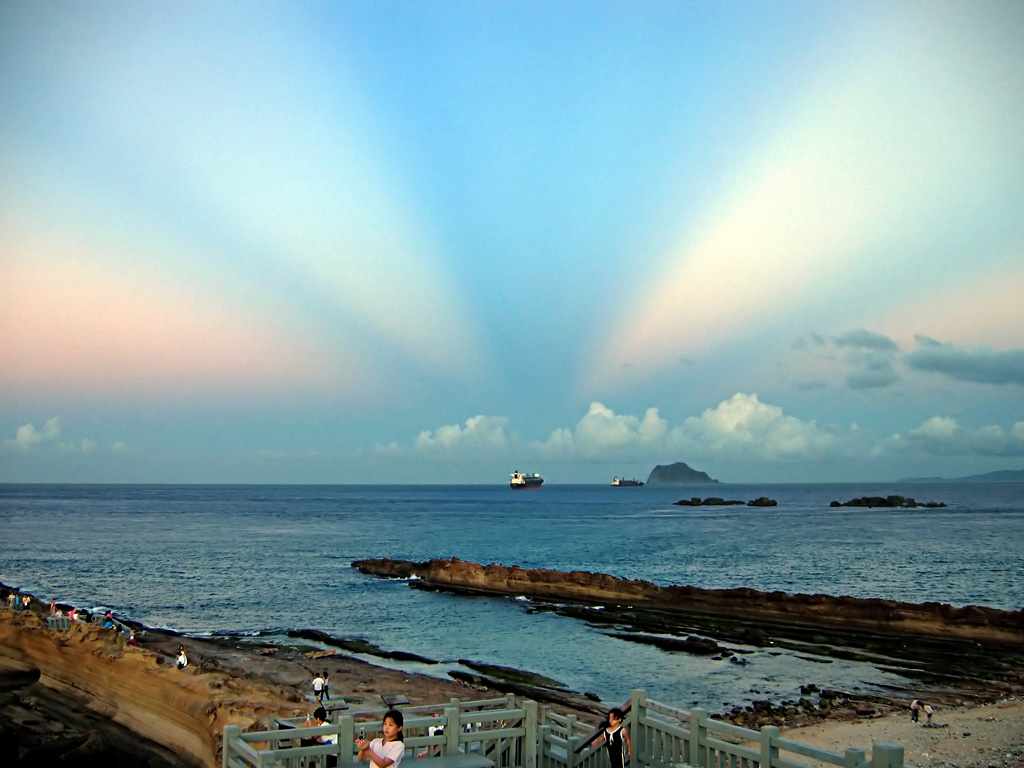
反雲隙光。時屆日落，光芒輻合處為東方。近地平線處有一個沒有光芒的橢圓形黑影區，為地球本身的影子投射於大氣層上。

## 文化
太陽仰角較高時照耀地面的雲隙光，常被賦予神聖性，又名「佛祖光」、「上帝之梯」。許多電影、畫作、動漫畫等藝術作品，也常使用雲隙光作為神聖、崇高、救贖的象徵。此外，這種雲隙光也像動漫中不明飛行物體打開艙門時發出的光芒。

## 圖集

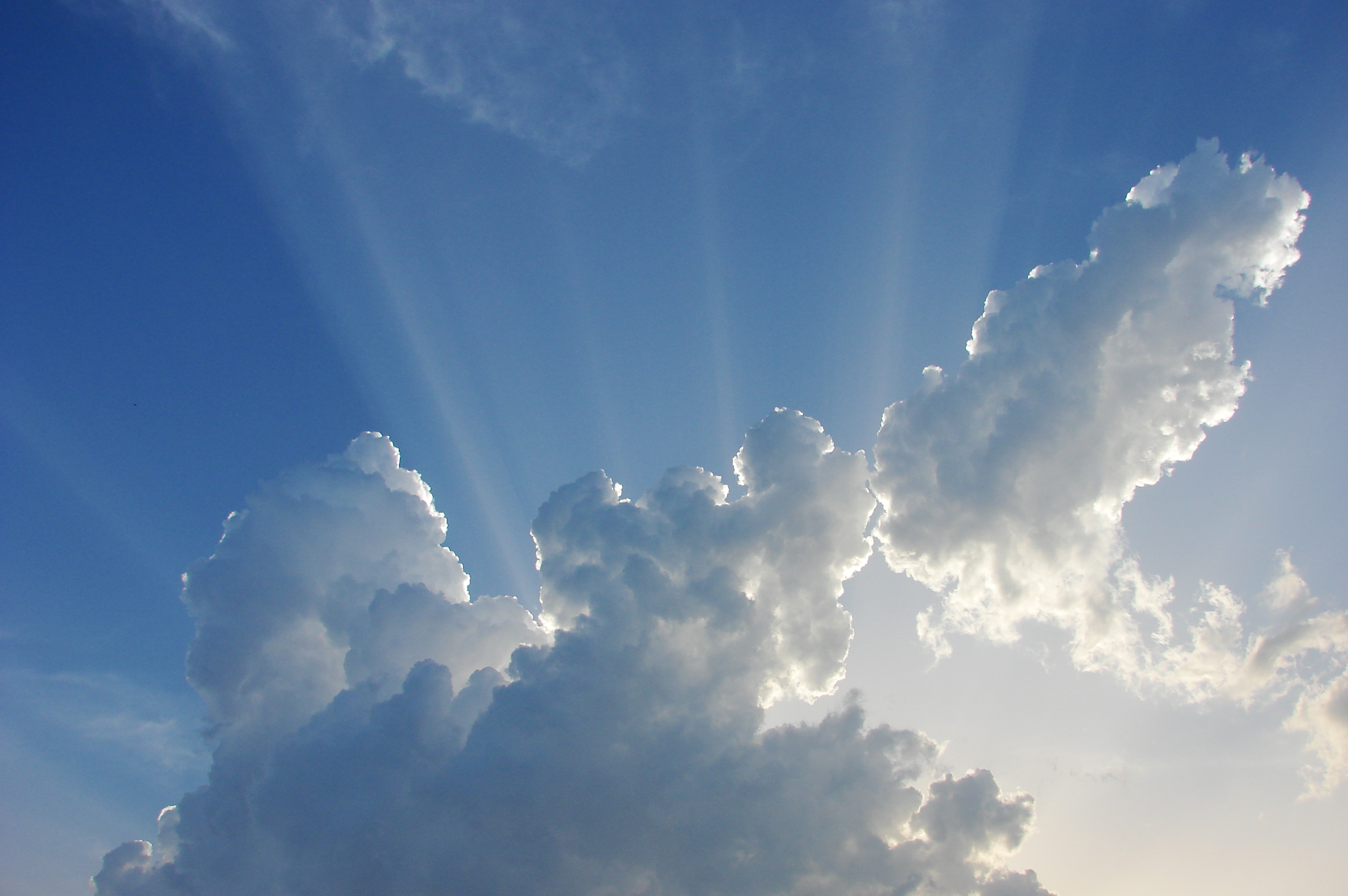
從積雨雲後方透出的云隙光，攝於美國德州普萊諾
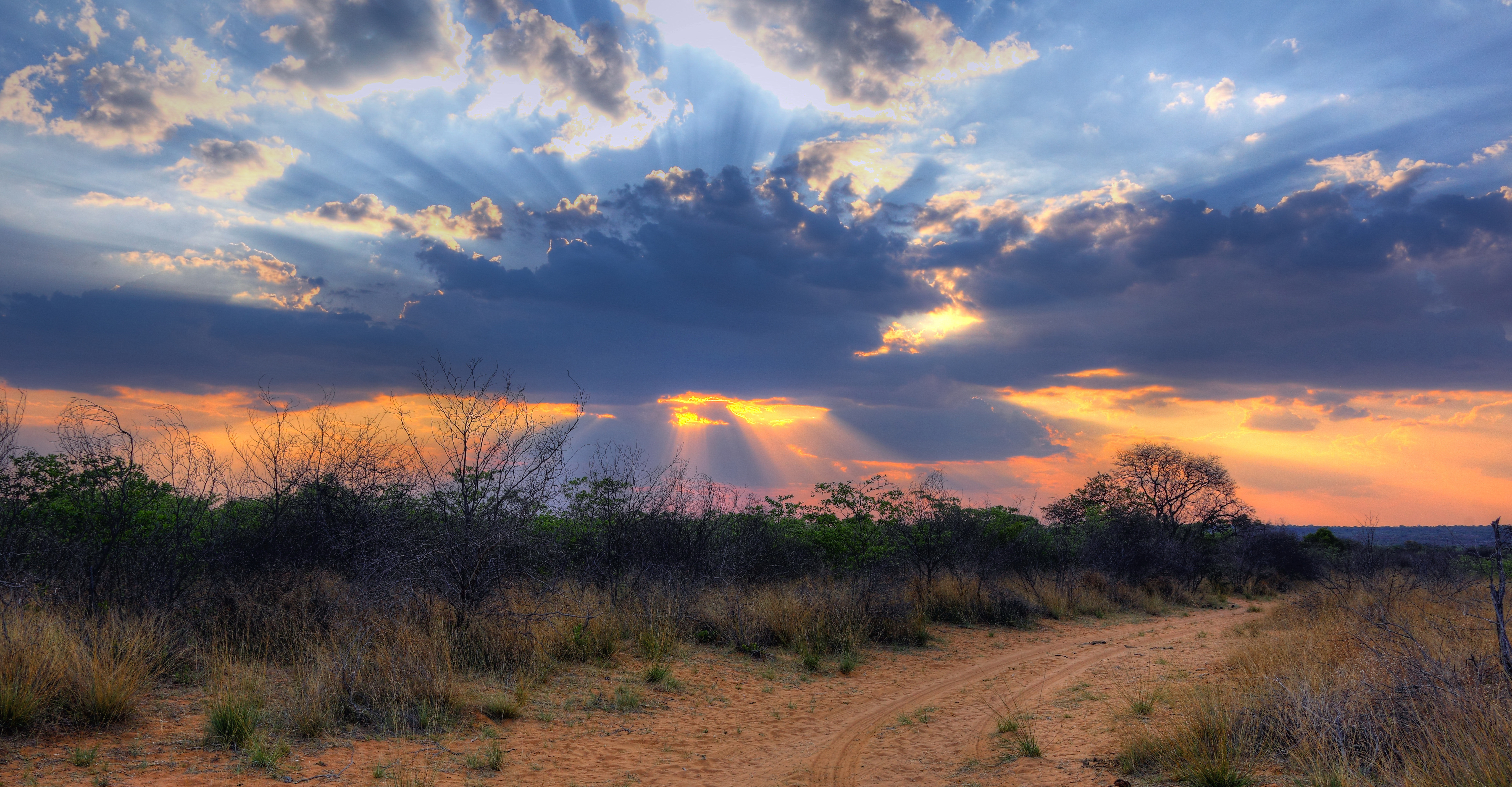
瓦特貝格國家公園的雲隙光
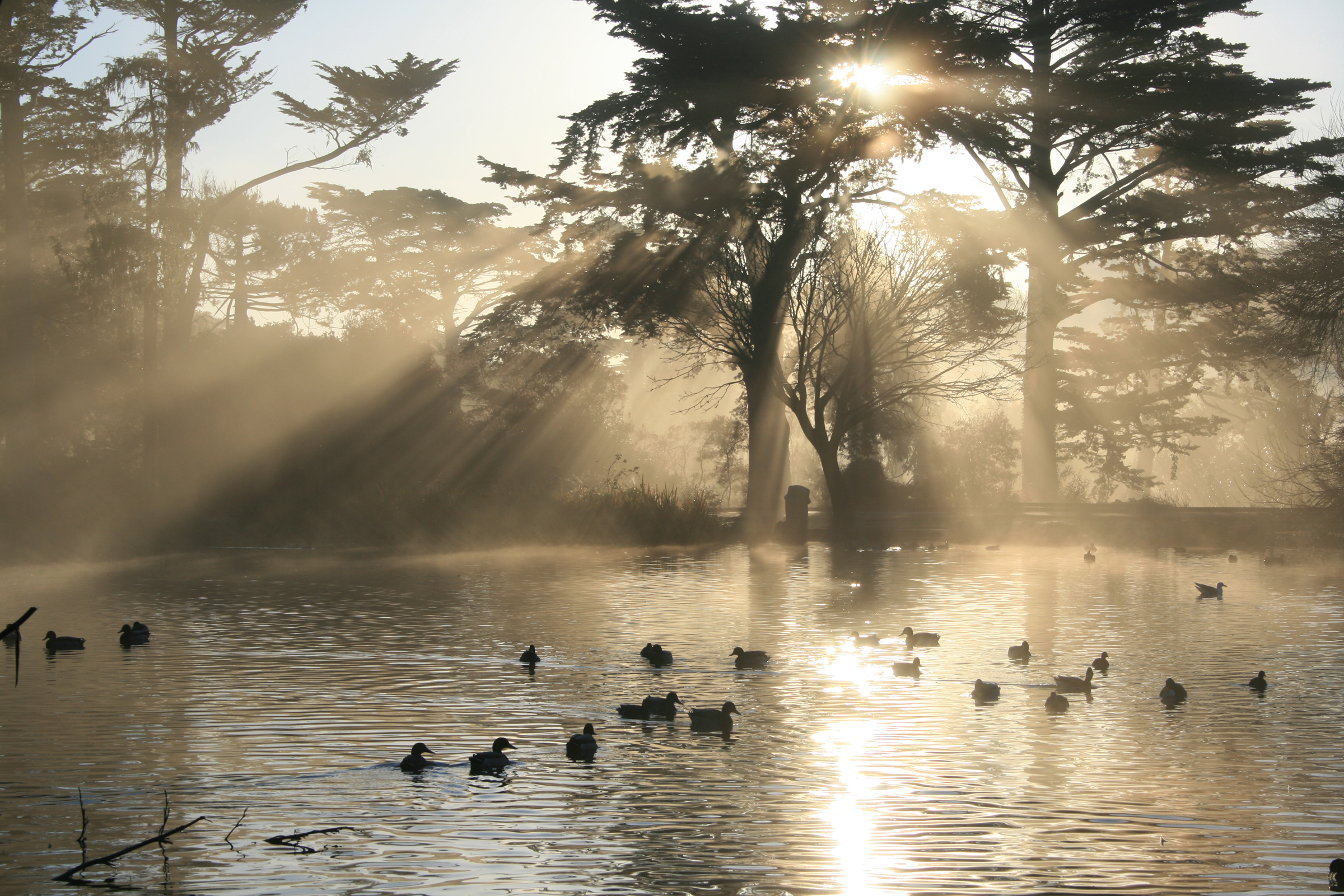
舊金山金門公園的雲隙光
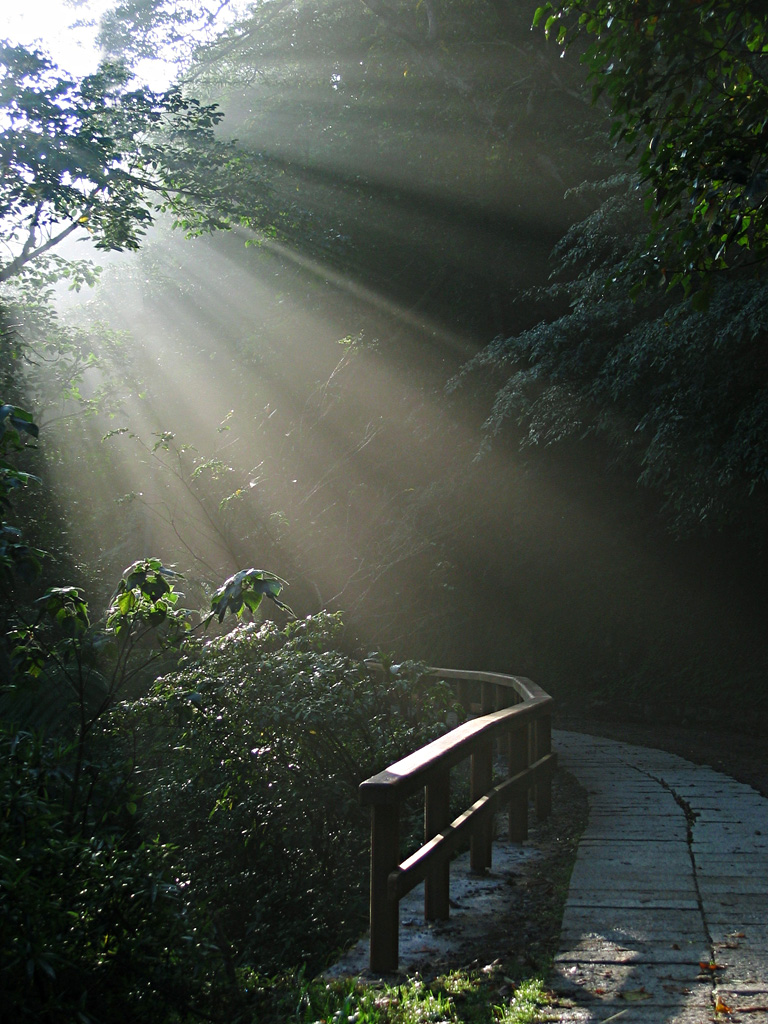
因樹葉遮蔽，造成了與雲隙光效果相同的光線。
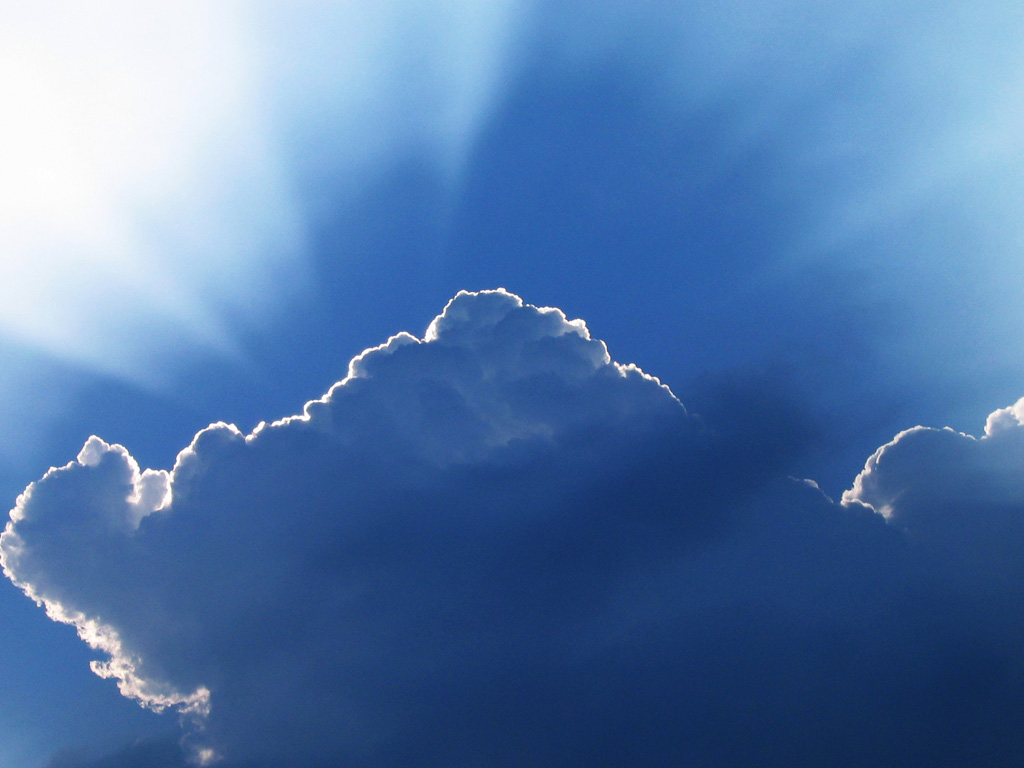
台湾的云隙光。
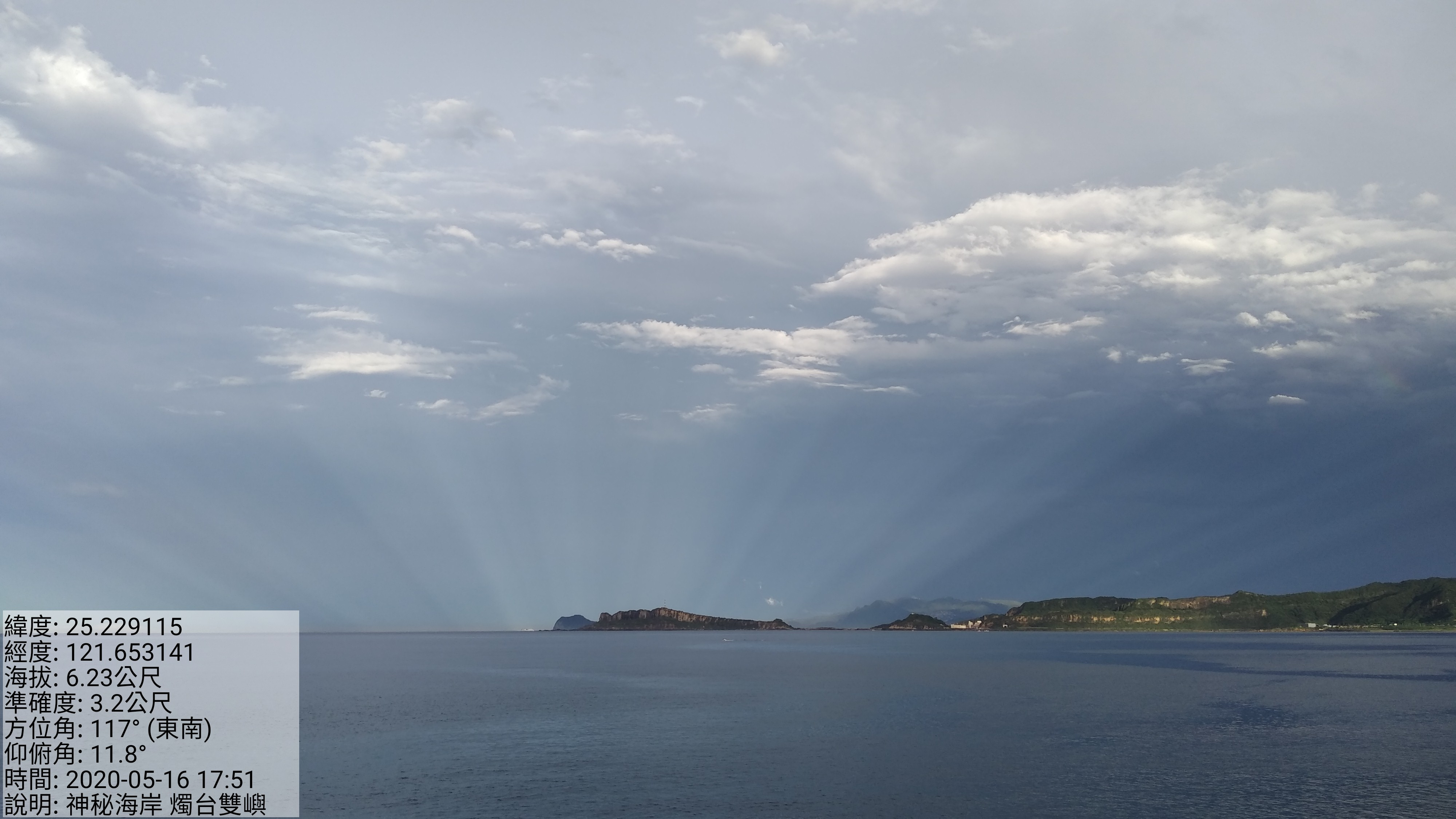
日落發生的反曙暮暉(反雲隙光)。攝於臺灣新北金山燭台嶼。
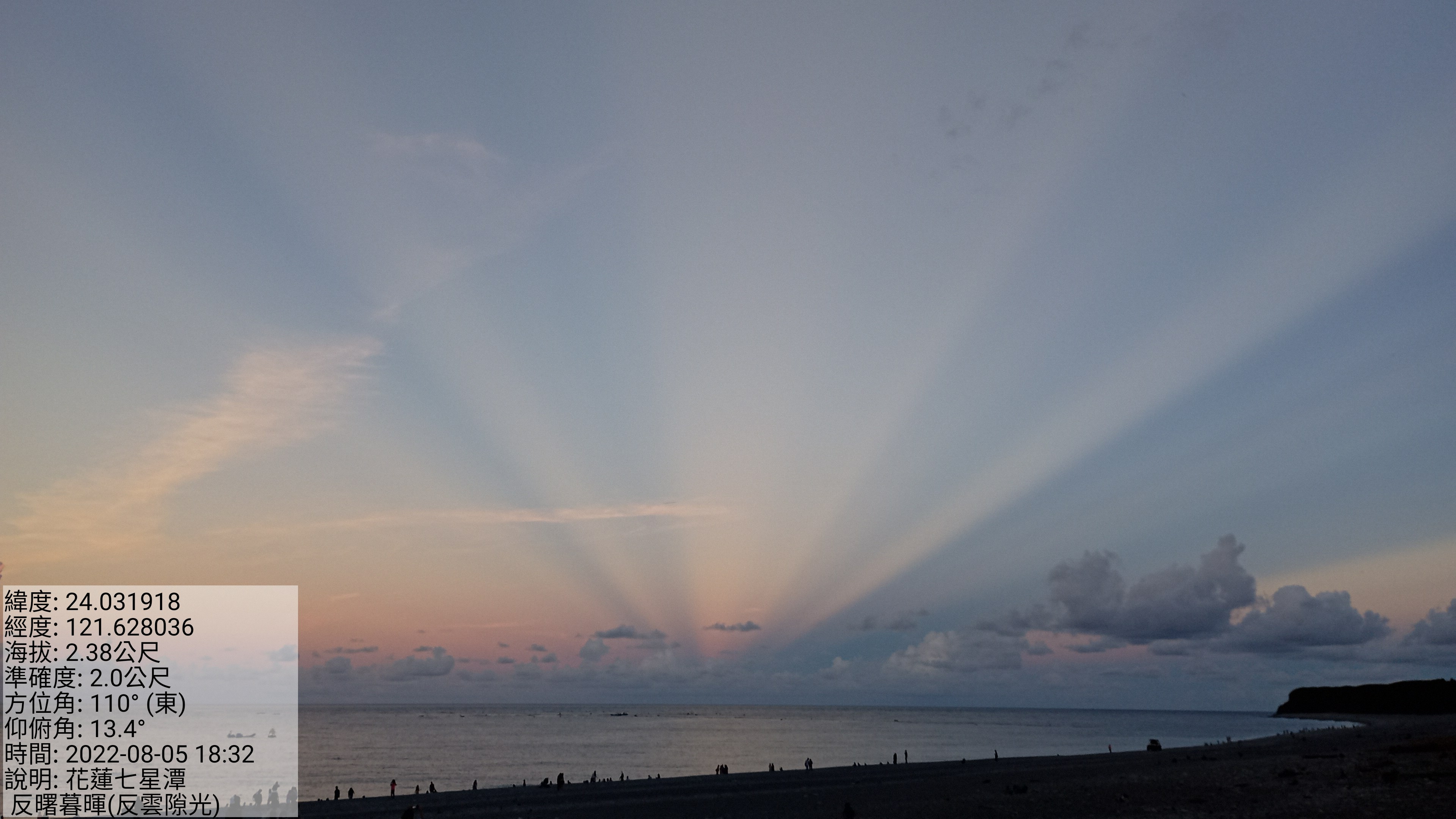
日落發生在東方的反曙暮暉(反雲隙光)。攝於臺灣花蓮七星潭。